# Тартини, Джузеппе
Джузеппе Тартини (итал. Giuseppe Tartini; 8 апреля 1692, Пирано — 26 февраля 1770, Падуя) — итальянский скрипач и композитор. Считается крупнейшим скрипичным виртуозом XVIII века.

## Биография
Тартини родился в Пирано, городе на полуострове Истрия, в Венецианской республике (ныне в Словении). Его отцом был Джованни Антонио Тартини, родом из Флоренции, который служил на соляной мельнице в Пирано, матерью — Катерина Заграндо, из одной из старейших словенских аристократических семей Пирано.
Его семья выбрала для него церковную карьеру, но он выбрал другое и в 1709 году поступил на юридический факультет в университет Падуи.
В 1710 году он похитил племянницу кардинала Корнаро и заключил с ней брак, после чего его стала преследовать римская полиция.
Несколько лет провёл в ассизском монастыре под чужим именем. Провёл несколько лет в Праге, где имел возможность присутствовать на коронации Карла VI.

## Вклад в скрипичное искусство
По мнению известного скрипача Давида Ойстраха, «Тартини принадлежит к числу корифеев итальянской скрипичной школы XVIII века, искусство которых сохраняет своё художественное значение и по сей день».
Тартини внёс существенный вклад в дальнейшее развитие искусства игры на скрипке. Он усовершенствовал конструкцию смычка, удлинив его, и выработал основные приёмы ведения смычка, признанные всеми современными ему скрипачами Италии, Франции и вошедшие во всеобщее употребление.
Его игру отличала чистота интонации, прекрасная техника левой руки, а необыкновенное звучание его скрипки стало считаться эталонным.
Ему приписывают открытие акустического явления, заключающегося в том, что два консонирующих верхних звука дают нижний отзвук, с ними консонирующий (напр. малая терция ми-соль даёт отзвук до на расстоянии децимы от верхней ноты ми). Эти так называемые разностные комбинационные тоны, или тоны Тартини, разработаны впоследствии Гельмгольцем.
В 1728 году Тартини основал в Падуе школу для скрипачей, из которой вышло много первоклассных музыкантов. Среди его учеников композитор и скрипачка-виртуоз Магдалена Лаура Сирмен (Ломбардини). Велик вклад Тартини и в развитие жанров сонаты и концерта.

## Композиторская деятельность
Тартини создал огромное количество произведений. Среди них многочисленные трио-сонаты, около 125 концертов, 175 сонат для скрипки и чембало.
Наибольшей и, несомненно, заслуженной популярностью в современном репертуаре пользуется соната Тартини «Sonate du diable» или «Trille du diable» («Дьявольская соната» или «Дьявольская трель»), про которую он говорил, что услышал её впервые во сне в исполнении Дьявола.
«Дьявольская трель» может рассматриваться как художественное кредо Тартини, как творческое обобщение не только образно-смыслового и эмоционального содержания его творчества, но и свойственного ему мелодического, гармонического и ритмического языка, а также отдельных композиторских и исполнительских приёмов.